# .kn
.kn is het achtervoegsel van domeinen van websites uit Saint Kitts en Nevis. De registratie is ook wereldwijd beschikbaar.
Domeinen worden op het derde niveau geregistreerd onder de volgende domeinen op het tweede niveau:
- edu.kn voor onderwijsinstellingen
- gov.kn voor overheidsinstanties
- net.kn voor netwerk infrastructuur (onbeperkt)
- org.kn voor non-profit organisaties (onbeperkt)